# 草地功
草地 功（くさち いさお、1942年9月14日 - ）は、日本の地球科学者。専門は鉱物学・地球化学。広島大学理学博士。岡山県久米郡美咲町（旧旭町）生まれ。

## 研究
高温型スカルンの鉱物学的研究で知られ、9種の新鉱物（備中石、布賀石、大江石、単斜トベルモリー石、森本柘榴石、武田石、パラシベリア石、沼野石、島崎石）の発見に関わった。また、大阪石の発見にも関わった。
1995年、岡山県備中町（現高梁市）で発見された新鉱物が、草地鉱（kusachiite）と命名された。

## 経歴
- 1961年: 岡山県立落合高等学校卒業
- 1965年: 岡山大学教育学部中学校教員養成課程卒業
- 1965年: 岡山県立福渡高等学校教諭
- 1966年: 岡山大学教育学部助手
- 1970年: 岡山大学教育学部講師
- 1975年: 理学博士（広島大学）（論文博士）
- 1979年: 岡山大学教育学部助教授
- 1995年: 兵庫教育大学大学院連合学校教育学研究科教授併任
- 1996年: 岡山大学教育学部教授
- 1999年 - 2002年: 岡山大学教育学部附属中学校校長
- 2004年 - 2006年: 兵庫教育大学大学院連合学校教育学研究科副研究科長
- 2006年 - 2008年: 岡山大学教育学部副学部長
- 2008年: 岡山大学教育学部定年退職、名誉教授

国立科学博物館地学研究部客員研究員

## 受賞歴
- 1973年: 日本鉱物学会奨励賞
- 1983年: 櫻井記念会櫻井賞
- 1995年: 岡山市文化奨励賞（学術部門）
- 2005年: 日本鉱物学会賞（「高温型スカルンの記載鉱物学的研究」）